# Forte do Pobado
O Forte do Pobado localizava-se na ilha Terceira, nos Açores.
Em posição dominante sobre o seu trecho do litoral, constituiu-se em uma fortificação destinada à defesa o seu ancoradouro contra os ataques de piratas e corsários, outrora frequentes nesta região do oceano Atlântico.
Esta estrutura não chegou até aos nossos dias.